# Rosenfeld Mayer
Rosenfeld Mayer (Brezova, 1830. november 17. – Miskolc, 1908. március 19.) miskolci főrabbi.

## Élete
Rosenfeld Ábrahám és Beck Eszter fia. Baneth Ezekiel nyitrai főrabbi és Fleissig Jakab galgóci rabbi tanítványa volt. Rabbi-pályáját, mint a lipótvári fogház lelkésze kezdte, majd Nádudvaron működött 17 évig. Itt tanította Vogel Simon későbbi gyalogsági tábornokot. 1878-ban a miskolci hitközség választotta meg főrabbijává, és ezen a helyen fejtette ki áldásos papi működést haláláig. Felekezeti különbség nélkül rendkívüli tekintélynek örvendett.

## Családja
Első házastársa Zwebner Hani volt. Második felesége Stern Betti (1840–1908) volt, Stern Emánuel kereskedő és Pap Sára lánya, akit 1897. június 30-án Miskolcon vett nőül.
Gyermekei 
- R. József csernovici főrabbi
- Révai Miksa Márk (1854–1941) budapesti hittanár, szakfelügyelő. Felesége Herz Róza.

Vejei Marmorstein szenici rabbi és Jordán Sándor szatmári főrabbi, unokája Marmorstein Artúr, a londoni Jews’ College professzora.